# Copa Campeonato 1914
La Copa Campeonato 1914, organizzata dalla Asociación Argentina de Football, si concluse con la vittoria del Racing Club.

## Classifica finale
|     | Classifica finale   | Pti | G  | V  | N | P | GF | GS | DR  |
| --- | ------------------- | --- | -- | -- | - | - | -- | -- | --- |
| 1.  | Racing Club         | 23  | 12 | 11 | 1 | 0 | 42 | 7  | +35 |
| 2.  | Estudiantes         | 21  | 12 | 10 | 1 | 1 | 34 | 12 | +22 |
| 3.  | Boca Juniors        | 15  | 12 | 5  | 5 | 2 | 19 | 11 | +8  |
| 3.  | Banfield            | 15  | 12 | 7  | 1 | 4 | 16 | 17 | -1  |
| 5.  | River Plate         | 14  | 12 | 6  | 2 | 4 | 15 | 12 | +3  |
| 6.  | Huracán             | 11  | 12 | 4  | 3 | 5 | 25 | 22 | +3  |
| 7.  | Platense            | 10  | 12 | 4  | 2 | 6 | 14 | 17 | -3  |
| 7.  | San Isidro          | 10  | 12 | 2  | 6 | 4 | 10 | 16 | -6  |
| 7.  | Estudiantil Porteño | 10  | 12 | 3  | 4 | 5 | 14 | 23 | -9  |
| 7.  | Quilmes             | 10  | 12 | 4  | 2 | 6 | 14 | 24 | -10 |
| 11. | Belgrano            | 8   | 12 | 1  | 6 | 5 | 14 | 20 | -6  |
| 12. | Ferro Carril Oeste  | 6   | 12 | 2  | 2 | 8 | 17 | 30 | -13 |
| 13. | Comercio            | 3   | 12 | 0  | 3 | 9 | 13 | 36 | -23 |

## Classifica marcatori[1]
| Gol |  |  | Giocatore     | Squadra     |
| --- |  |  | ------------- | ----------- |
| 20  |  |  | Alberto Ohaco | Racing Club |